# Deidre Hall

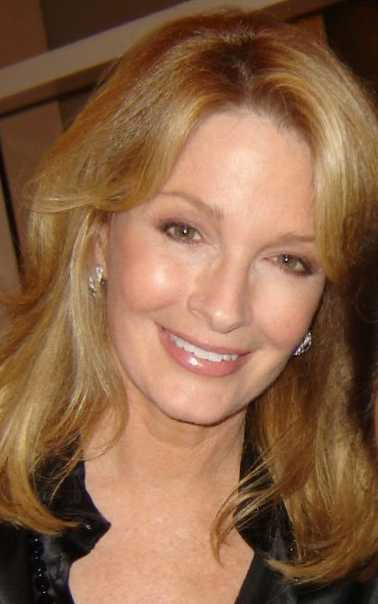
Deidre Hall

Deidre Hall (Milwaukee (Wisconsin), 31 oktober 1947) is een Amerikaanse actrice.
Zij is het bekendst door haar personage 'dokter Marlena Evans' in de soap Days of our Lives. Ze speelde de rol van 1976 tot ze de soap in 1987 verliet, maar ze keerde in 1991 terug. Haar tweelingzus Andrea Hall speelde van 1977 tot 1982 haar tweelingzuster Samantha Evans. In november 2008 werden Hall en Drake Hogestyn, die haar echtgenoot John Black speelde, ontslagen omdat de show moest besparen en Hall en Hogestyn het meest betaald kregen.
Halls eerste grote rol was die van Electra Woman in de serie Electra Woman and Dyna Girl uit 1976. Eerder maakte ze deel uit van de originele cast van de serie The Young and the Restless, waar ze van 1973 tot 1975 Barbara Anderson speelde. Van 1986 tot 1988 speelde ze Jessica Whiterspoon in de serie Our House.
In 2016 kreeg Hall een ster op de Hollywood Walk of Fame.

## Privé
Eind jaren zeventig en begin jaren tachtig had Hall een relatie met Ned Randolph, destijds senator in Louisiana. Ze was van 1991 tot 2005 getrouwd met Steve Sohmer. Ze werden ouders via een draagmoeder.